# 联合太平洋北线
联合太平洋北线（Union Pacific North Line，缩写为UP-N）是芝加哥都会区的一条通勤铁路（Metra），连接芝加哥市区的奥格尔维交通中心和威斯康星州基诺沙，不过大多数火车都在伊利诺伊州沃基根折返。虽然Metra拥有机车和车辆，但列车由联合太平洋铁路公司运营和调度。此线最初由芝加哥和西北铁路公司（以下简称“西北铁路”）开设和运营，当时被称为密尔沃基分部（Milwaukee Division），后来更名为北线（North Line），直至西北铁路被联合太平洋铁路公司合并。这是唯一一条服务伊利诺伊州以外地区的Metra线路。
在2022年以前，本线有私人铁路车厢在工作日运行，是美国最后一条提供类似服务的通勤铁路。

## 历史
1851年2月，伊利诺伊州议会批准成立了“伊利诺伊平行铁路公司”（Illinois Parallel Railroad Company，不久即更名为芝加哥和密尔沃基铁路，再后来演变为西北铁路），并批准公司铺设从芝加哥沿密歇根湖岸，向北至沃基根，再到威斯康星州州界的铁路。一个月后，威斯康星州议会授权“绿湾、密尔沃基与芝加哥铁路公司”（Green Bay, Milwaukee & Chicago Railroad Company）修建数条铁路，其中一条从密尔沃基向南到拉辛和基诺沙，再到伊利诺伊州州界。
1854年，从芝加哥向北铺设的铁路到达沃基根，并立即开始了客运服务。不久后，前文的两条铁路在州界接轨。1855年，芝加哥与密尔沃基两地的居民举行典礼，庆祝最后一颗道钉落下，以及两条线路的接轨。
联合太平洋北线的轨道由“芝加哥和密尔沃基铁路”（西北铁路前身）于1854年修建。芝加哥和沃基根之间的客运服务始于1855年1月4日。最初，每天只有一趟列车运营，于8:30从芝加哥水街和金齐街的终点站出发，下午3:30从沃基根返回。铁路公司总裁沃尔特·格尼（后成为芝加哥市长）对莱克县的土地进行了投机，从而刺激了铁路沿线郊区的发展。1911年，本线的列车改道至新的芝加哥和西北总站（现为奥格尔维交通中心）。1966年，西北铁路关闭了湖滨车站——即密尔沃基端的终点站，并将列车改道至密尔沃基联合车站运营。仅仅5年后，线路缩短至基诺沙。
自1998年起，一直有延长本线至密尔沃基的计划提出。

## 运营

### 车次
2022年12月5日后的最新时刻表显示，工作日有70趟列车（每个方向35趟）。进城列车中，6趟列车从基诺沙出发，17趟从沃基根出发，6趟从高地公园出发，6趟从温内特卡出发。出城列车中，7趟列车终到温尼特卡，5趟终到高地公园，17趟终到沃基根，还有6趟终到基诺沙。
周六每个方向有13趟列车运行。其中，5趟进城列车从基诺沙出发，8趟从沃基根出发。6趟出城列车终到沃基根，7趟终到基诺沙。
周日每个方向有九趟列车运行。其中，3趟进城列车从基诺沙出发，6趟从沃基根出发。6趟出城列车终到沃基根，3趟终到基诺沙。

### 客流量
2014年至2019年间，年客流量从约932万人次下降至约855万人次，下降了8.3%。由于新冠疫情，2020年客流量下降至约230万人次。